# Joaquín Yrarrázabal Larraín
Joaquín Irarrázaval Larraín (Santiago, 24 de noviembre de 1886-ibídem, 23 de mayo de 1947) fue un destacado abogado y parlamentario chileno.

## Primeros años de vida
Era hijo de José Miguel Irarrázaval Larraín y Ana Larraín Prieto. Estudió en el Seminario Conciliar de Santiago, donde fue uno de los alumnos fundadores; ingresó al Seminario, a los 9 años, en marzo de 1896. Y realizó sus estudios superiores en la Universidad de Chile, Facultad de Derecho; juró como abogado el 11 de mayo de 1912; su tesis se tituló "El contrato de prenda". Completando sus estudios en Inglaterra.

### Matrimonio e hijos
Se casó en Santiago, en la Capilla de los Padres Franceses, con Ana Donoso Fóster, el 16 de junio de 1912 y tuvieron diez hijos, entre los que se contaba a la reconocida actriz Paz Irarrázaval.

## Vida laboral
Se dedicó a su profesión y a las actividades agrícolas; propietario del fundo "San Miguel de Tango". Ejerció la profesión en sociedad con el abogado Manuel Fóster Recabarren, como consultores de compañías nacionales y norteamericanas. Fue abogado de grandes empresas mineras; participó en directorios de empresas salitreras.
Fue director y miembro organizador de las Compañías de Salitre de Chile y consejero legal; consejero de la Lautaro Nitrate Co.; director de la Compañía Salitrera Anglo-Chilena; director de la Sociedad Chilena de Publicaciones; director de la American Smelting; director de la Compañía Minera El Volcán; director del Banco Santiago y de la Corporación de Salitre y Yodo.

## Vida política
Militó en el partido Conservador, del cual fue vicepresidente. Por primera vez en el Congreso, como diputado por Ovalle, Combarbalá e Illapel, periodo 1921-1924; fue diputado reemplazante en la Comisión Permanente de Hacienda e integró la Comisión Permanente de Presupuestos y la de Policía Interior.
Fue reelecto diputado por la misma zona, periodo 1924-1927; integró la Comisión Permanente de Relaciones Exteriores y Culto y la de Hacienda. Fue disuelto el Congreso, el 11 de septiembre del mismo año 1924, por Decreto de la Junta de Gobierno.
Fue nombrado constituyente, formó parte de la Comisión Constituyente designada por el presidente de la República, Arturo Alessandri Palma, pero dicha Comisión celebró muy pocas sesiones y no fue incluido en la subcomisión, y en cuyo seno se discutió, con intervención personal del señor Alessandri, la reforma, que más tarde fue aprobada por un plebiscito. Por lo tanto no tuvo una participación efectiva en la preparación de la Constitución de 1925.
Fue elegido senador por la Segunda Agrupación Provincial "Atacama y Coquimbo", periodo 1926-1934; fue senador reemplazante en la Comisión Permanente de Hacienda, Comercio y Empréstitos Municipales y en la de Higiene y Asistencia Pública. Integró la Comisión Permanente de Trabajo y Previsión Social, de la que fue presidente.
El Movimiento Revolucionario que estalló el 4 de junio de 1932, decretó, el día 6, la disolución del Congreso Nacional, con lo que puso término, de hecho, al periodo constitucional de los senadores electos en 1925 para el periodo 1926-1934.
El Decreto-Ley No.542, en la quinta de sus disposiciones transitorias dice: ..... "y que los senadores que se elijan por las agrupaciones segunda, cuarta, sexta y octava, establecidas por la misma disposición, sólo tendrán un periodo de 4 años, a fin de regularizar la elección del Senado por parcialidades, en conformidad al Artículo 41 de la Constitución".
Reelegido senador por la Agrupación Provincial antes mencionada, periodo 1930-1938; fue senador reemplazante en la Comisión Permanente de Trabajo y Previsión Social e integró la Comisión Permanente de Obras Públicas y Vías de Comunicación.
Fue presidente de la Comisión que elaboró el nuevo Código de Minería y que defendió después en el Senado, hasta su aprobación; presidió la Comisión Mixta de Senadores y Diputados que Informó del Proyecto.
Fue miembro y director del Club Conservador "Domingo Fernández Concha", Sociedad Periodística Chile, Patronato Nacional de la Infancia, Consejo Superior de la Sociedad de San Vicente de Paul, Fundación Arturo Yrarrázaval Correa, y de la Conferencia del Sagrario. Socio del Club de La Unión, Club Hípico y Club de Viña del Mar.

## Historia Electoral

### Listado de diputados 1921-1924
| Departamentos             | N.° | Diputado                            | Partido |
| ------------------------- | --- | ----------------------------------- | ------- |
| Ovalle Combarbalá Illapel | 15  | Roberto Sánchez García de la Huerta | PLD     |
| Ovalle Combarbalá Illapel | 16  | Joaquín Yrarrázabal Larraín         | PCon    |
| Ovalle Combarbalá Illapel | 17  | Ramón Ernesto Videla Cortés         | PR      |
| Ovalle Combarbalá Illapel | 18  | José Antonio Echavarría             | PN      |

### Listado de senadores 1926-1930
| Provincias       | N.° | Senador                     | Partido |
| ---------------- | --- | --------------------------- | ------- |
| Atacama Coquimbo | 6   | Abraham Gatica Silva        | PLD     |
| Atacama Coquimbo | 7   | Guillermo Azócar Álvarez    | PR      |
| Atacama Coquimbo | 8   | Joaquín Yrarrázabal Larraín | PCon    |
| Atacama Coquimbo | 9   | Nicolás Marambio Montt      | PR      |
| Atacama Coquimbo | 10  | Oscar Urzúa Jaramillo       | PL      |